# Quillota (província)
Quillota é uma província do Chile localizada na região de Valparaíso. Sua capital é a cidade de Quillota.
Desde 2010 as comunas de Olmué e Limache passaram a fazer parte da província de Marga-Marga.
Anteriormente à criação da província de Marga-Marga, possui uma área de 1.638,7 km² e uma população de 229.241 habitantes (2002).

## Comunas
A província está dividida em 5 comunas:
- Quillota
- La Calera
- Nogales
- Hijuelas
- La Cruz